# 坂元車站
37°55′42.8″N 140°54′44.8″E / 37.928556°N 140.912444°E
坂元站（日语：／ Sakamoto eki */?）是位於日本宮城縣山元町，屬於東日本旅客鐵道（JR東日本）常磐線的鐵路車站。本站是常磐線位於宮城縣內位置最南的車站，也是JR東日本仙台分公司管轄範圍底下最南的車站。

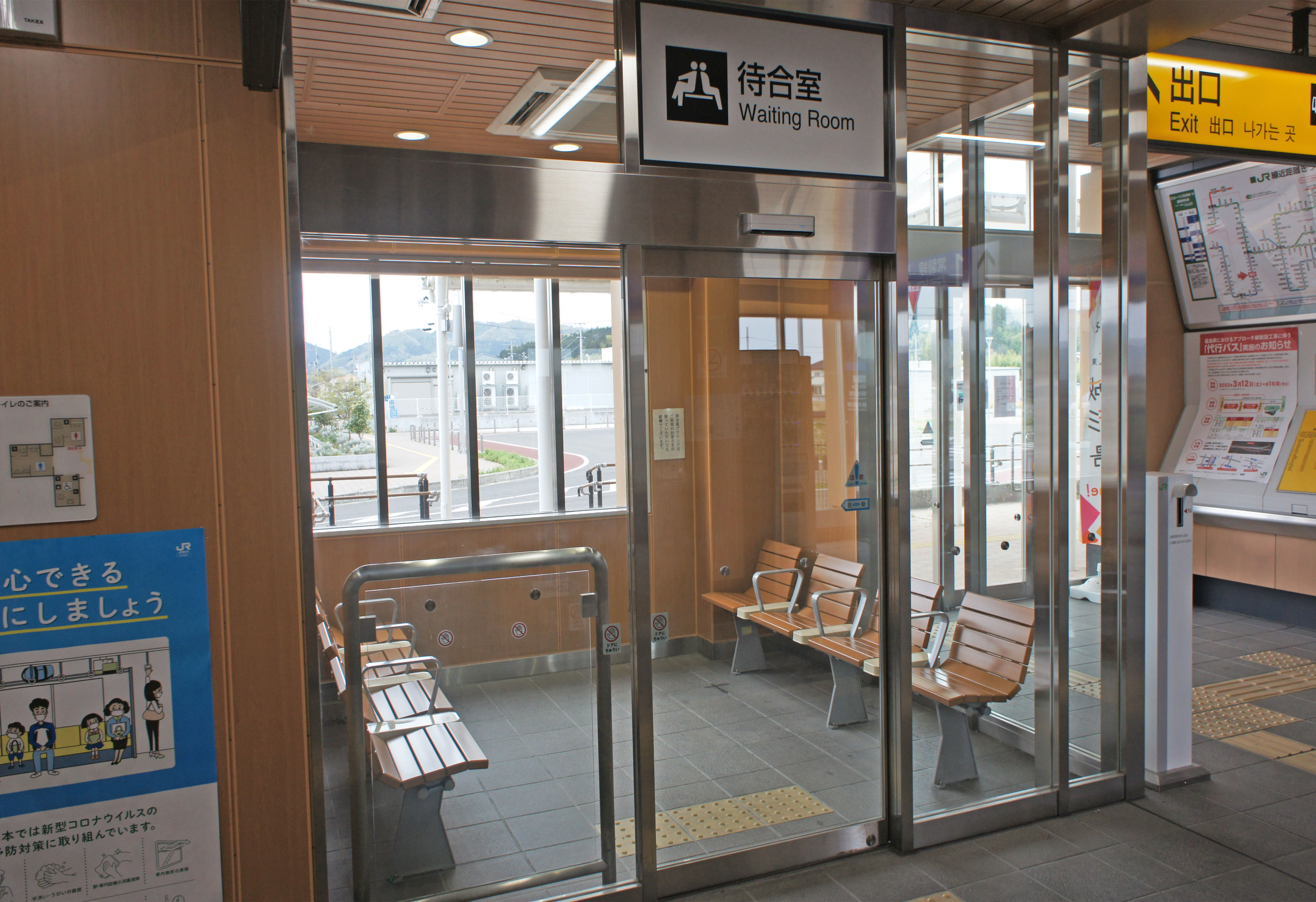
候車室（2022年4月）

## 車站構造

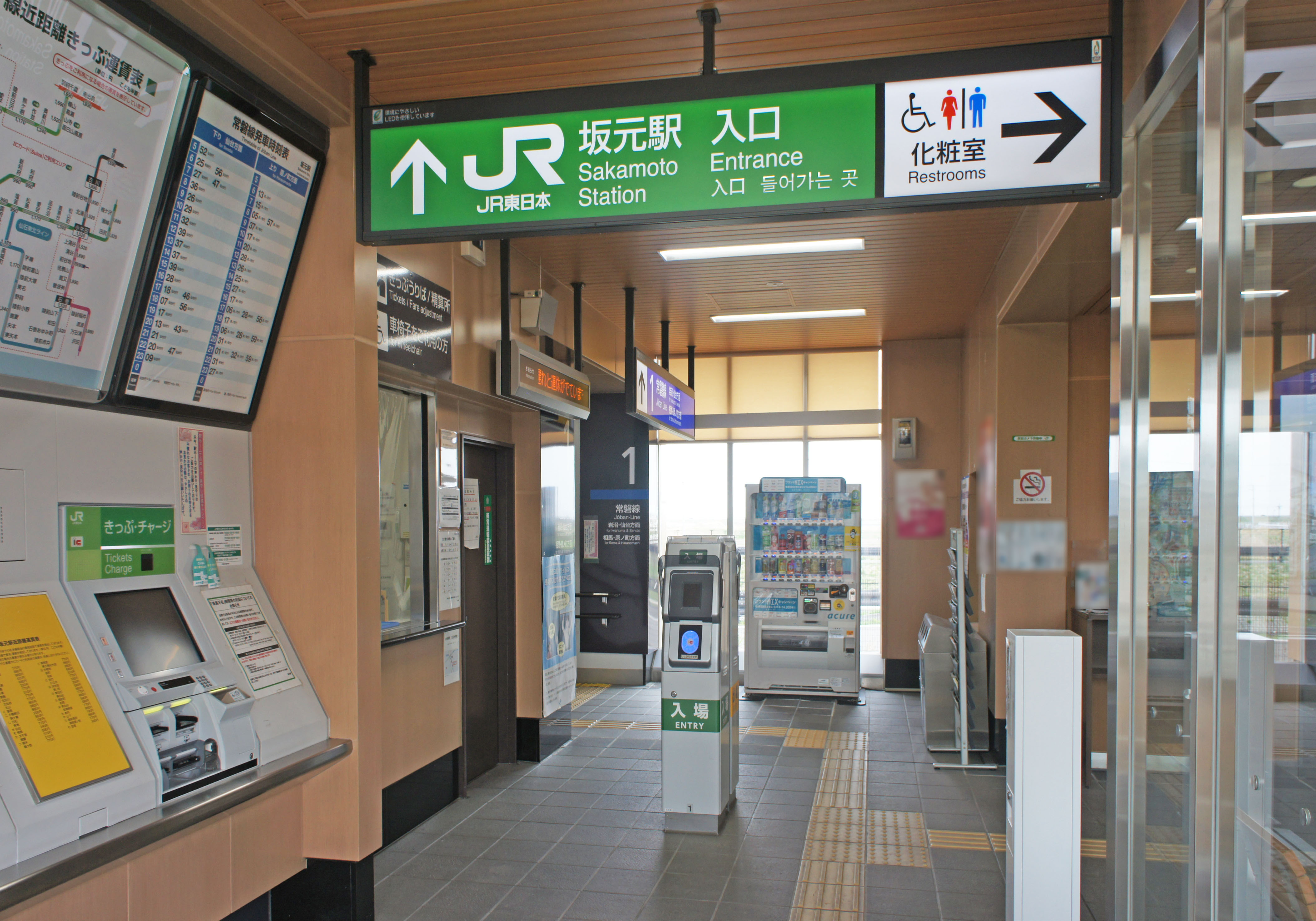
驗票口（2022年10月）

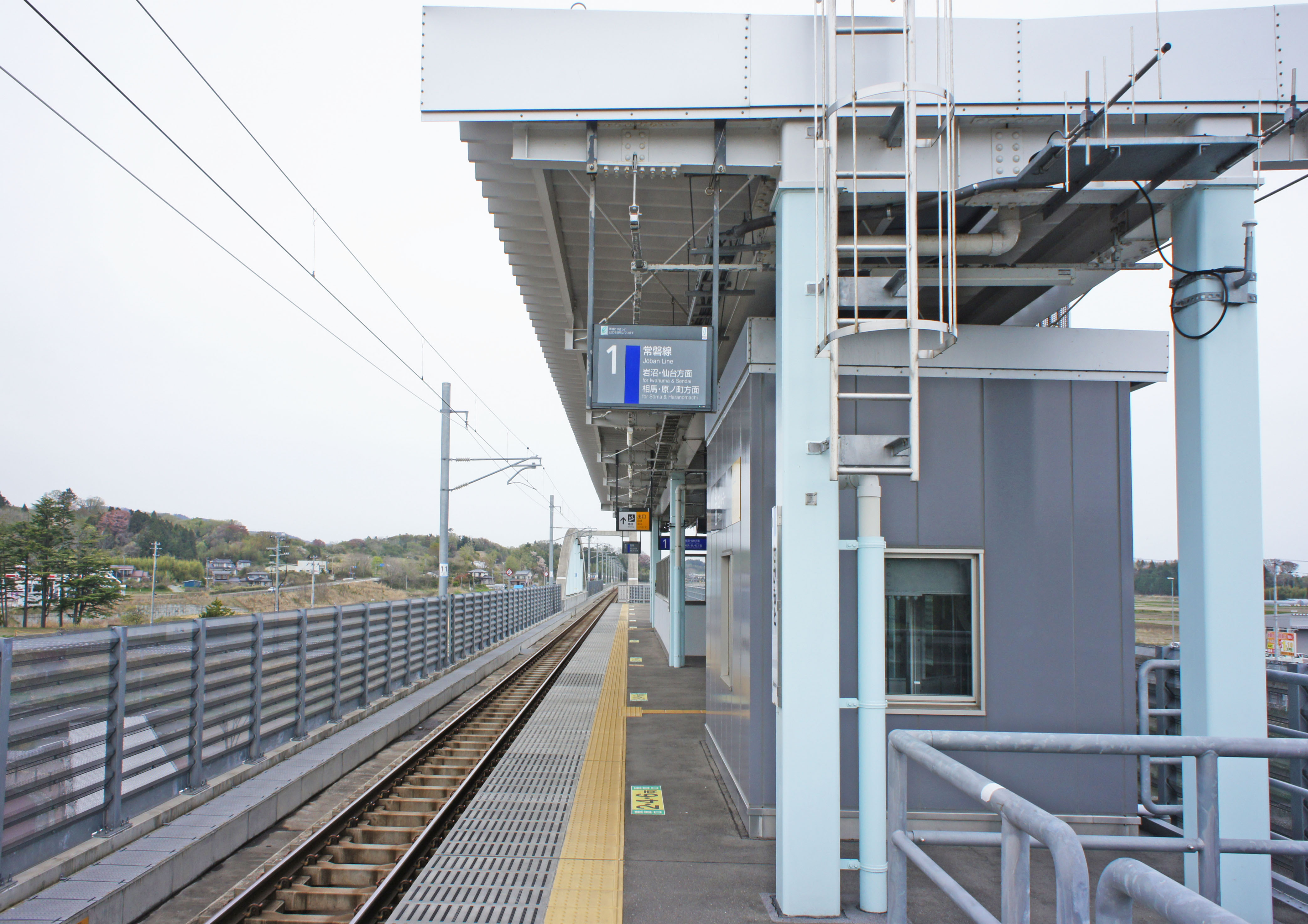
月台（2022年4月）

本站採高架車站設計，站內設有側式月台一座與一股軌道。本站為業務委託站，由JR東日本的子公司「東北綜合服務」派員售票，並設有自動售票機及Suica驗票機。
本站在東日本大震災前為地面車站，站內設有島式月台一座，共計兩條乘車線。月台與站房之間透過跨線天橋連接，月台上並設有候車亭。

### 月台配置
| 月台 | 路線    | 方向 | 目的地           |
| ---- | ------- | ---- | ---------------- |
| 1    | ■常磐線 | 下行 | 岩沼、仙台方向   |
| 1    | ■常磐線 | 上行 | 相馬、原之町方向 |

## 東日本大地震的影響
2011年3月11日發生東日本大地震，此站的站房及路軌等設施遭海嘯沖毀。為當地交通需求，JR東日本以接駁公車代駛，候車站牌設於國道6號上。2012年3月5日，JR東日本仙台分公司公佈復舊計畫，將駒嶺車站至濱吉田車站間路線往內陸移動約1100公尺處重建，於2016年12月10日完工復駛。

## 統計
2011年因震災停業，無統計數字。2012年至2016年度為代駛公車的搭車人數統計。
| 乘車人數統計       | 乘車人數統計     | 乘車人數統計    |
| 年度               | 1日平均 乘車人數 | 資料出處        |
| ------------------ | ---------------- | --------------- |
| 2000年（平成12年） | 506              | [ 利用客数 1 ]  |
| 2001年（平成13年） | 484              | [ 利用客数 2 ]  |
| 2002年（平成14年） | 486              | [ 利用客数 3 ]  |
| 2003年（平成15年） | 466              | [ 利用客数 4 ]  |
| 2004年（平成16年） | 433              | [ 利用客数 5 ]  |
| 2005年（平成17年） | 427              | [ 利用客数 6 ]  |
| 2006年（平成18年） | 419              | [ 利用客数 7 ]  |
| 2007年（平成19年） | 403              | [ 利用客数 8 ]  |
| 2008年（平成20年） | 383              | [ 利用客数 9 ]  |
| 2009年（平成21年） | 356              | [ 利用客数 10 ] |
| 2010年（平成22年） | 331              | [ 利用客数 11 ] |
| 2011年（平成23年） | 暫停營業         |                 |
| 2012年（平成24年） | 85               | [ 利用客数 12 ] |
| 2013年（平成25年） | 86               | [ 利用客数 13 ] |
| 2014年（平成26年） | 97               | [ 利用客数 14 ] |
| 2015年（平成27年） | 97               | [ 利用客数 15 ] |
| 2016年（平成28年） | 135              | [ 利用客数 16 ] |
| 2017年（平成29年） | 227              | [ 利用客数 17 ] |
| 2018年（平成30年） | 248              | [ 利用客数 18 ] |

## 圖片

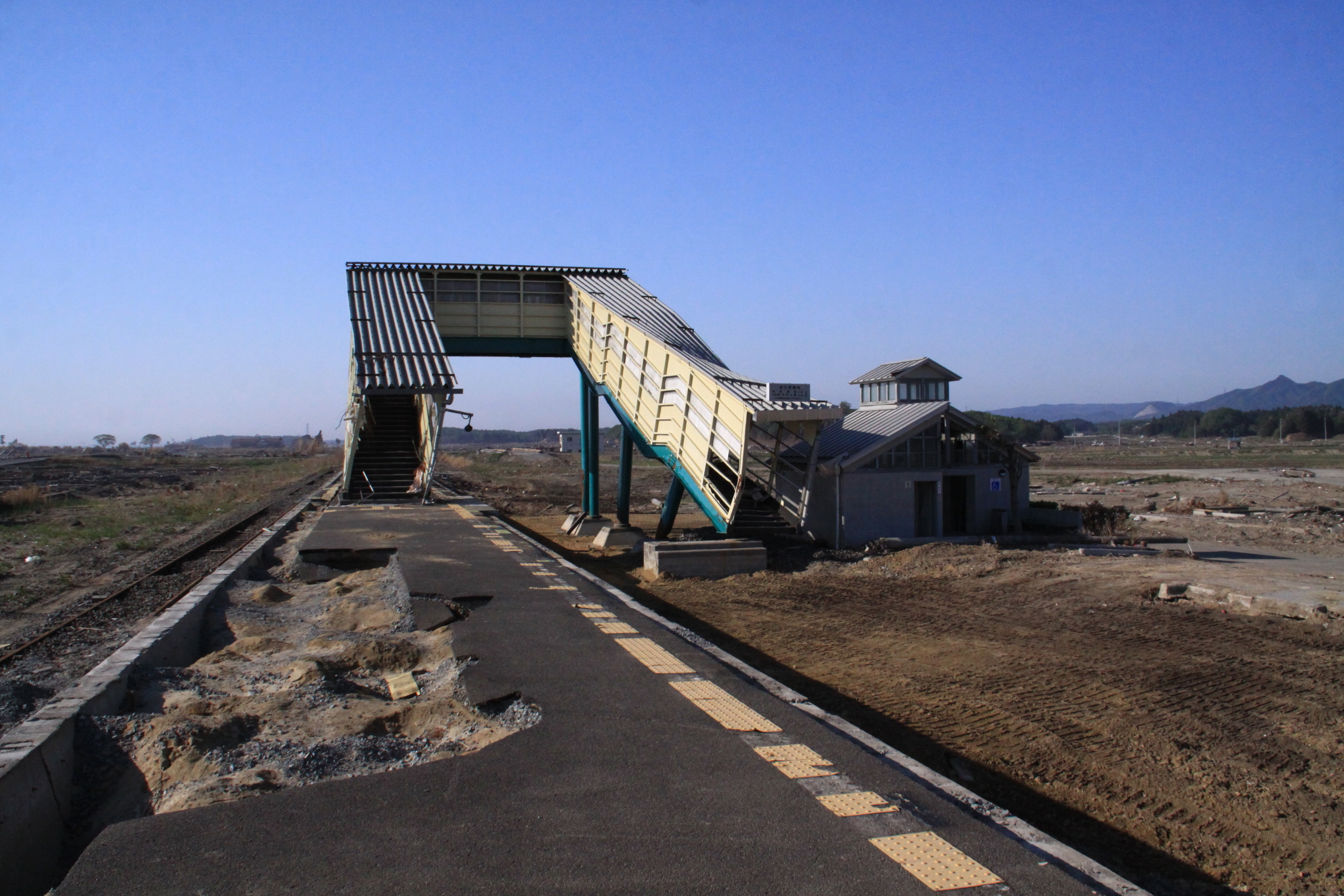
遭海嘯沖毀後的坂元車站，僅殘存半毀的月台、跨線橋及水泥造公廁。（2011年5月攝）
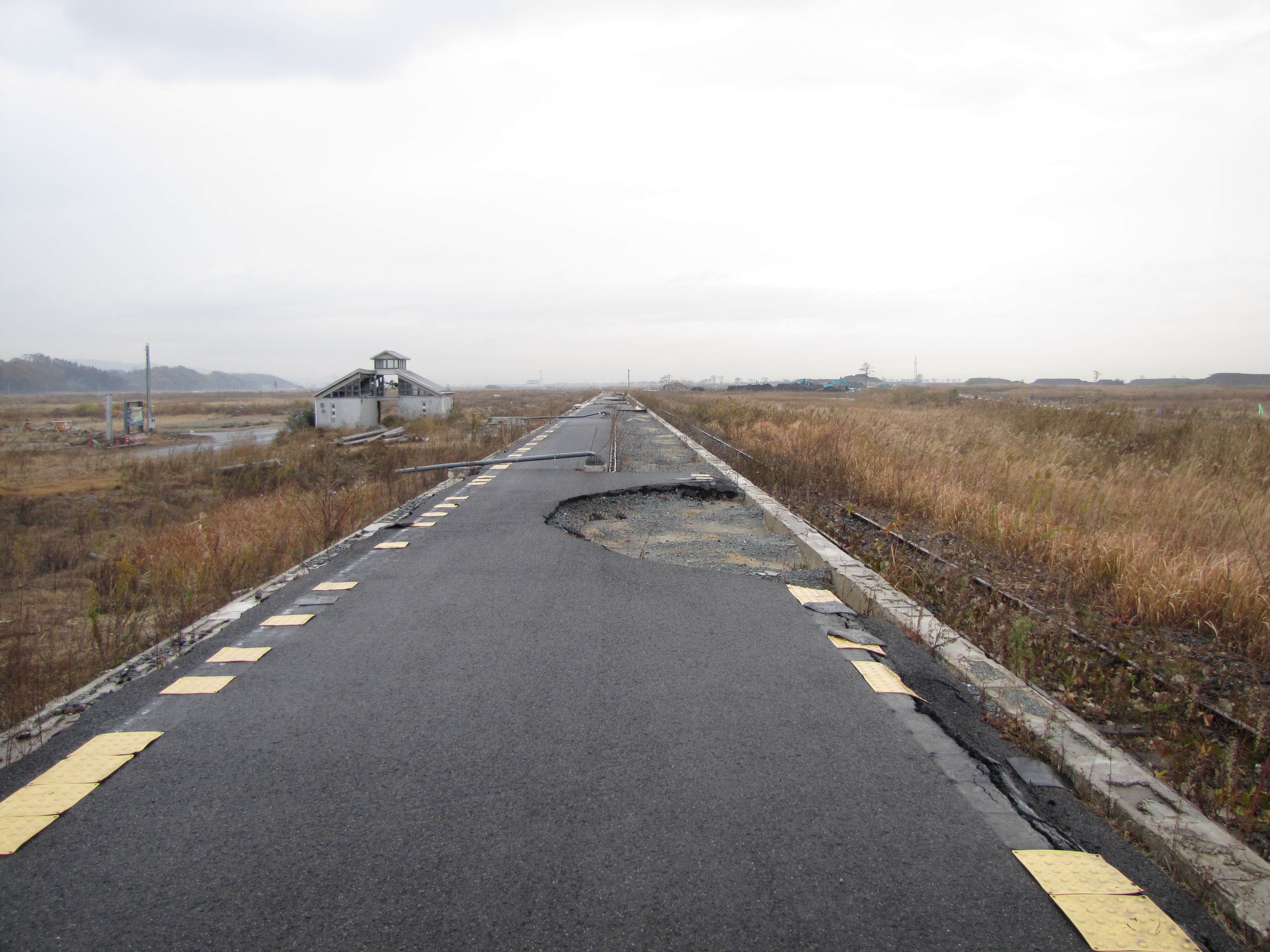
坂元車站遺跡，跨線橋已拆除，殘存月台及公廁。（2012年11月攝）
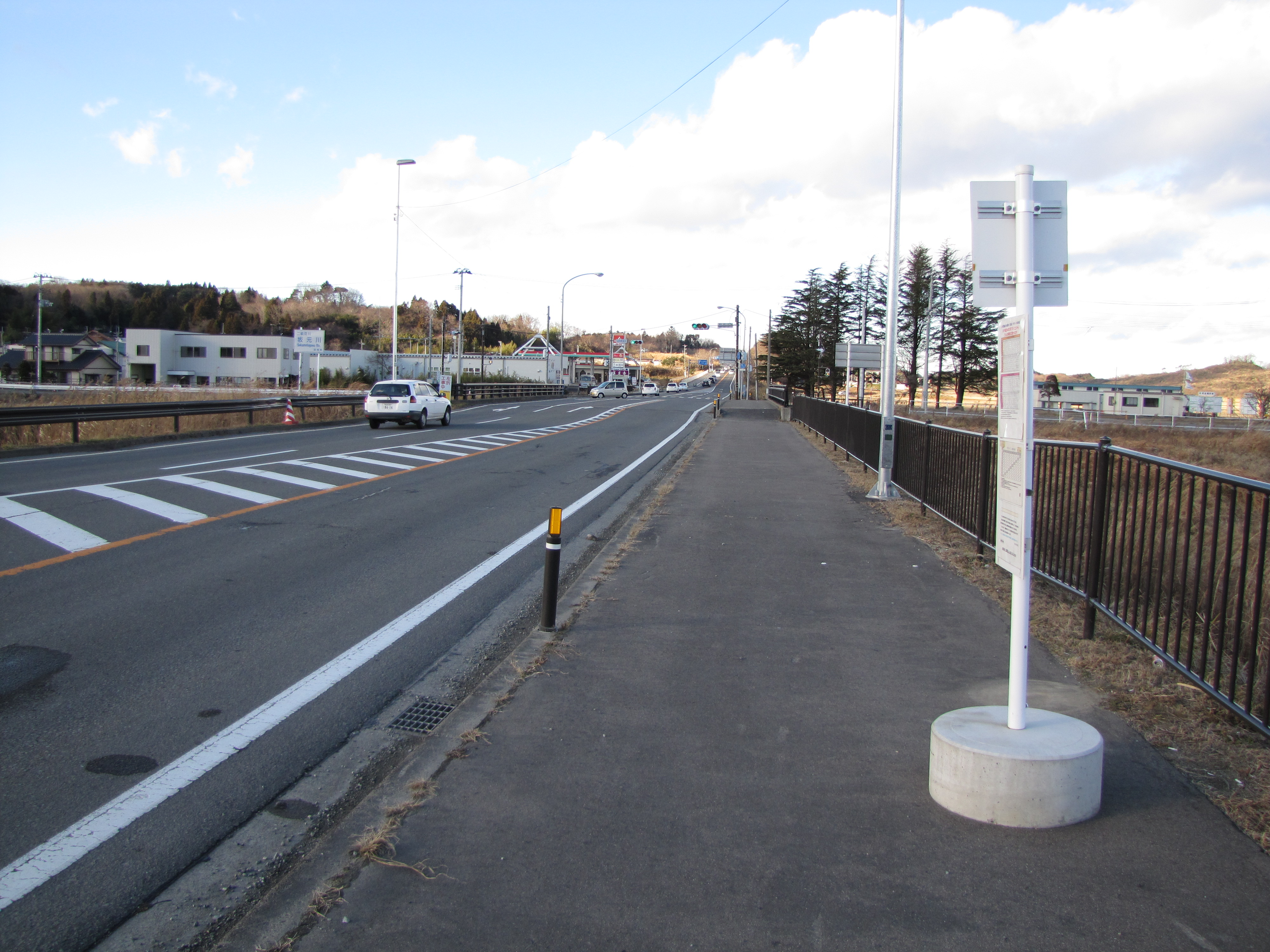
接駁公車候車站牌（2013年1月攝），週邊仍殘留被海嘯侵襲後的痕跡。

## 相鄰車站
東日本旅客鐵道
■常磐線
新地－坂元－山下

## 外部連結
- （日語）JR東日本 坂元駅（页面存档备份，存于）